# Bursera bicolor
Bursera bicolor là một loài thực vật có hoa trong họ Burseraceae. Loài này được (Willd. ex Schltdl.) Engl. mô tả khoa học đầu tiên năm 1883.